# Haman

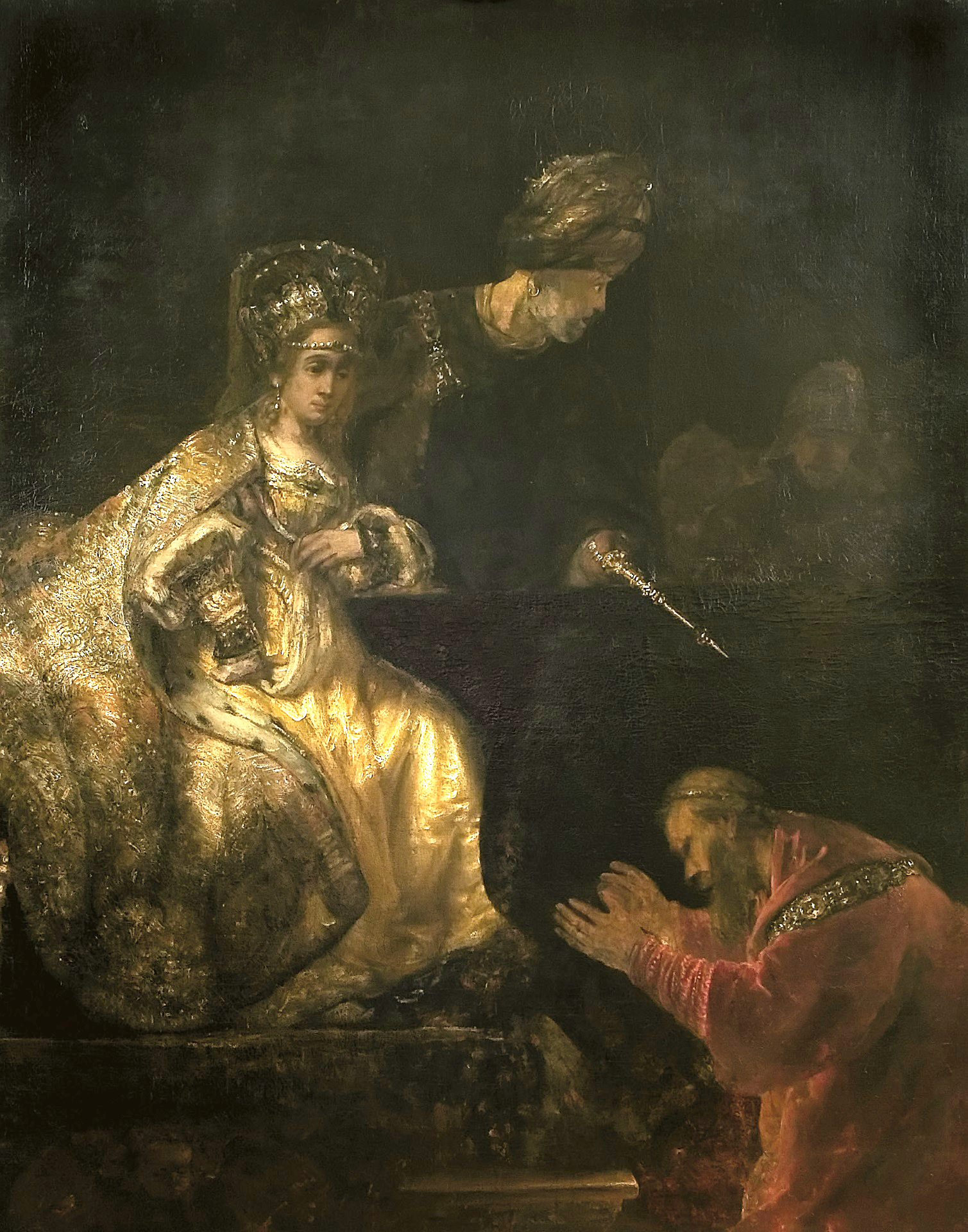
Obraz Rembrandta ukazujący Hamana błagającego Esterę o litość

Haman, Aman – postać biblijna z Księgi Estery, najwyższy urzędnik króla Persji, Achaszwerosza (Asawerusa).
Król polecił poddanym oddawać pokłon Hamanowi. Jednak wbrew poleceniu króla Żyd Mardocheusz nie oddawał pokłonu Hamanowi, za co ten postanowił zabić Mordechaja (Mardocheusza), a także innych Żydów w Persji. Kiedy królowa Estera odkryła jego plany przed królem, Haman został powieszony na szubienicy, którą postawił dla Mardocheusza. Pojawia się w Księdze Estery 3-7.
Na cześć tego wydarzenia obchodzone jest co roku święto Purim. Tradycyjne trójkątne ciastka wypiekane na to święto nazywane są „uszami Hamana” lub „hamantaszami”.
W Koranie, w surze 28. Haman to imię nadzorcy budowy Wieży Babel oraz ministra faraona Egiptu, przeciw któremu działał prorok Mojżesz. Razem ze swoim panem i żołnierzami umiera topiąc się w morzu.